# Đồng(II) iodat
Đồng(II) iodat là hợp chất vô cơ, một muối của đồng(II) và axit iodic có công thức hóa học Cu(IO3)2, tinh thể màu xanh lục khi khan, ít tan trong nước, tạo thành tinh thể ngậm nước – tinh thể màu xanh dương.

## Điều chế
Thêm dung dịch muối đồng(II) vào dung dịch axit iodic sẽ tạo ra kết tủa:
{\displaystyle {\mathsf {CuSO_{4}+2HIO_{3}\ \xrightarrow {} \ Cu(IO_{3})_{2}+H_{2}SO_{4}}}}
Phản ứng của đồng(II) cacbonat với axit iodic cũng sẽ tạo ra kết tủa.

## Tính chất vật lý
Đồng(II) iodat khan tạo thành tinh thể màu xanh lục.
Nó ít tan trong nước.
Monohydrat Cu(IO3)2·H2O tồn tại dưới dạng tinh thể màu xanh dương, dễ dàng được kết tủa. Đihydrat cũng được biết đến.

## Tính chất hóa học
Monohydrat bị mất nước khi đun nóng:
{\displaystyle {\mathsf {Cu(IO_{3})_{2}\cdot H_{2}O\ \xrightarrow {240^{o}C} \ Cu(IO_{3})_{2}+H_{2}O}}}
Muối ⅓ nước bị mất toàn bộ nước khi đun nóng đến 280 °C (536 °F; 553 K).

## Hợp chất khác
Cu(IO3)2 còn tạo một số hợp chất với NH3, như
- Cu(IO3)2·2NH3·H2O là tinh thể lăng trụ sọc màu dương nhạt, không tan trong nước;
- Cu(IO3)2·4NH3 khan có màu dương đậm, trihydrat là tinh thể có màu xanh dương men;
- Cu(IO3)2·5NH3 là tinh thể màu lục lam, d = 2,72 g/cm³, nổ ở 210 °C (410 °F; 483 K);[6]
- Cu(IO3)2·8NH3·4H2O là tinh thể hình thoi màu dương đậm.[7]